# مدرسه تابستانی (فیلم ۱۹۸۷)
مدرسه تابستانی (انگلیسی: Summer School) یک فیلم فیلم کمدی به کارگردانی کارل راینر است که در سال ۱۹۸۷ منتشر شد.

## بازیگران
- مارک هارمون
- کریستی آلی
- روبن توماس
- کورتنی تورن-اسمیت
- دین کامرون
- گری رایلی
- شاونی اسمیت